# دنیل آندیال
دنیل آندیال (مجاری: Dániel Angyal؛ زادهٔ ۲۹ مارس ۱۹۹۲) بازیکن واترپلو اهل مجارستان است.
وی در مسابقات کشوری و بین‌المللی در مجموع برندهٔ ۱ مدال برنز شده‌است.